# David Abe
David Kazuo Abe é o chefe do Eletromagnetics Technology Branch no US Naval Research Laboratory e foi nomeado Fellow do Institute of Electrical and Electronics Engineers (IEEE) em 2015 por liderança e contribuições para o desenvolvimento de alta potência aparelhos eletrônicos a vácuo de microondas e ondas milimétricas.

## Educação
Abe concluiu o seu bacharelato em engenharia pelo Harvey Mudd College em 1981, um mestrado em engenharia eléctrica pela University of California, Davis em 1988 e um doutorado em electrofísica pela University of Maryland em 1992.